# 僕はお父さんを訴えます
『僕はお父さんを訴えます』（ぼくはおとうさんをうったえます）は、友井羊による日本の推理小説。
第10回『このミステリーがすごい!』大賞の優秀賞受賞作で、愛犬を殺された少年が実の父親を訴えるという民事裁判をテーマにしたサスペンスである。著者自身の兄が弁護士だったことから構想を得て執筆された。
受賞時の『僕がお父さんを訴えた理由』を改題・加筆修正したうえで単行本化された。帯のコメントは作家の乙一が手がけており、「自分の想像の斜め上をいく作品である。」と評価している。

## 登場人物
向井 光一（むかい こういち）
本作の主人公の少年。13歳の中学1年生で、身長は158cm。愛犬・リクが酷い状態で発見され死んでしまったことについて父親の犯行を疑い、それを明らかにするため、父親を民事裁判で訴える。
リク
光一の愛犬。茶色のボーダー・コリー。4年前に光一が知人から1万円で譲り受けた。全身が泥や血でまみれた瀕死の状態で発見され、光一自らがおぶって病院まで連れて行ったが、助からず死んでしまう。リクの形見となった首輪とリードは光一の自室のカラーボックスに納めている。
向井 克己（むかい かつみ）
光一の父親。39歳。毎晩残業で夜11時頃に帰宅する仕事人間で、若くして勤めている会社の課長になっている。光一の母親である小夜子を3年前に亡くし、その後真季と再婚したものの、1年を待たずして夫婦生活が破たんして真季が出て行ったため、現在は光一と2人暮らし。
些細なミスでも激怒する程の厳格さをもち、息子にはいつも「嘘をつくな」と言い聞かせる。数年前に光一が小さな嘘をついた時は、物置に閉じ込めた。趣味として古文書を蒐集しているが、それをおさめている書斎には自分以外が入室することを固く禁じている。
リクを殺したとして、光一に民事訴訟を起こされる。
原村 沙紗（はらむら さーしゃ）
光一のクラスメイト。スイミングスクールに通う途中で血を流して倒れているリクを最初に発見し、光一に伝えた。
クラスの中心にいる明るい女の子で、探偵小説や探偵アニメの大ファンであり、自らの推理力を駆使してリクを酷い目にあわせた犯人捜しを手伝う。
久保 敦（くぼ あつし）
光一の家の近所に住む弁護士志望の青年。20代後半。何年も弁護士試験が受からず、最後のチャンスだった今年の試験もうまくいかなかったため落ち込み、一人暮らしの部屋は今や立派なゴミ屋敷と化している。
光一とは歳が離れているが彼を友人と認めており、父親を訴えたいという話に驚きつつも、裁判について何も知らない光一にあれこれと一から教え、裁判をおこす準備や助言をする。
向井 真季（むかい まき）
光一の義母で父親の後妻。27歳。あけすけな性格で、現在はガールズバーで働いている。克己との仲はすでに壊れており、離婚裁判で揉めているがまだ決着していないため、法律的にはいまだ光一の母。光一は未成年であり一人で裁判を起こすことができないため、彼女に訴訟の代理人になってほしいと頼み、彼女の住まいに転がり込む事になる。
実は同居していた頃、光一からは他人行儀に「真季さん」と呼ばれ、母親扱いされなかったことを悩んでいた。
向井 小夜子（むかい さよこ）
光一の実の母親で、克己の元妻。3年前に行方不明になり、その4か月後にビルの片隅で白骨死体として発見された。警察はビルからの飛び降り自殺として処理した。
生前は夫と上手く行っておらず、心療内科に通い向精神薬を処方される程であった。
松本（まつもと）
松本動物病院の院長。時間外にもかかわらず、瀕死のリクに対して診察・治療を行う。救うことはできなかったが、リクの怪我が人為的なものであることや、自分は惜しまず協力することを光一に伝え、警察への通報をすすめる。
長井 そよ（ながい そよ）
光一の家の隣人であったが、夫が亡くなったために娘夫婦のマンションに引っ越した。克己がリクに暴力を働いていたと証言する。

## 書籍情報
- 単行本：宝島社、2012年3月9日、ISBN 978-4-7966-8823-9、解説：香山二三郎
- 文庫：宝島社文庫、2013年3月6日、ISBN 978-4-8002-0811-8